# Borsberg (Berg)
Der Borsberg (357,3 m ü. NHN) ist ein Berg bei Borsberg, einem Dresdner Ortsteil, in Sachsen. Der Berg gehört zu den bekanntesten Ausflugszielen des Dresdner Umlandes.

## Lage und Umgebung
Der Borsberg liegt im Stadtgebiet von Dresden in der Ortschaft Schönfeld-Weißig. Direkt am Fuße des Berges befindet sich der Pirnaer Ortsteil Graupa, auf der nördlich sich ausbreitenden Hochfläche (Schönfelder Hochland) reicht das kleine Dorf gleichen Namens bis an den Gipfelbereich heran. Wanderwege verbinden den Borsberg mit dem Schloss Pillnitz und der Meixmühle im Friedrichsgrund.
Am Gipfel befinden sich eine aus Sandstein bestehende historische Vermessungssäule von 1865, die Ruine der Eremitage aus dem 18. Jahrhundert und der ehemalige Berggasthof.

## Naturraum
Naturräumlich ist der Borsberg bereits dem Westlausitzer Hügel- und Bergland zuzuordnen. Die Lage des Berges markiert den Steilabfall des Schönfelder Hochlandes bzw. der Lausitzer Verwerfung hin zum Elbtalkessel. Der Borsberg ist damit Teil der Wachwitz-Pillnitzer Elbtalhänge, die sich vom Weißen Hirsch bis zum Doberberg bei Wünschendorf hinziehen.
Der Borsberg selbst ist aus Zweiglimmergranodiorit aufgebaut. Ausgangsmaterial dieses Gesteins waren sandige Ablagerungen, die vor ca. 600 Millionen Jahren zu Grauwacke verfestigt und später unter Druck und hohen Temperaturen über Zwischenformen umgewandelt wurden. Der bläulich-graue Zweiglimmergranodiorit steht am Südhang des Borsberges, in dem sich das gefällereiche Kerbtal des Tiefen Grundes tief und eng eingeschnitten hat, in Form von Klippen bzw. losgelösten Felsblöcken an.
Die Südhänge des Borsberges zum Elbtal hin stehen seit 1961 unter Naturschutz und sind Bestandteil des Naturschutzgebietes D104 „Dresdner Elbtalhänge“ sowie des FFH-Gebietes 33E „Elbtalhänge zwischen Loschwitz und Bonnewitz“. Geschützt werden insbesondere die naturnah ausgeprägten Waldbestände (v. a. Traubeneichen-Buchenwälder, Eichen-Hainbuchenwälder, Ahorn-Schatthangwälder) sowie verschiedene Tierarten von Fledermausarten, Brutvogelfauna, Lurch- und Kriechtierarten sowie Laufkäfer und Tagfalterarten.
An den östlichen Hängen des Borsbergs entspringt der Graupaer Bach, der erst südostwärts fließt und sich an der Ortslage Graupa nach Westen der Elbe zuwendet, in die er in Pillnitz mündet. Zuvor nimmt er zwischen Kleingraupa und Oberpoyritz den Bach des Tiefen Grunds auf. Den Friedrichsgrund auf der westlichen Seite des Berges entwässert der Friedrichsgrundbach, der im Schlosspark Pillnitz die Elbe erreicht.

## Geschichte

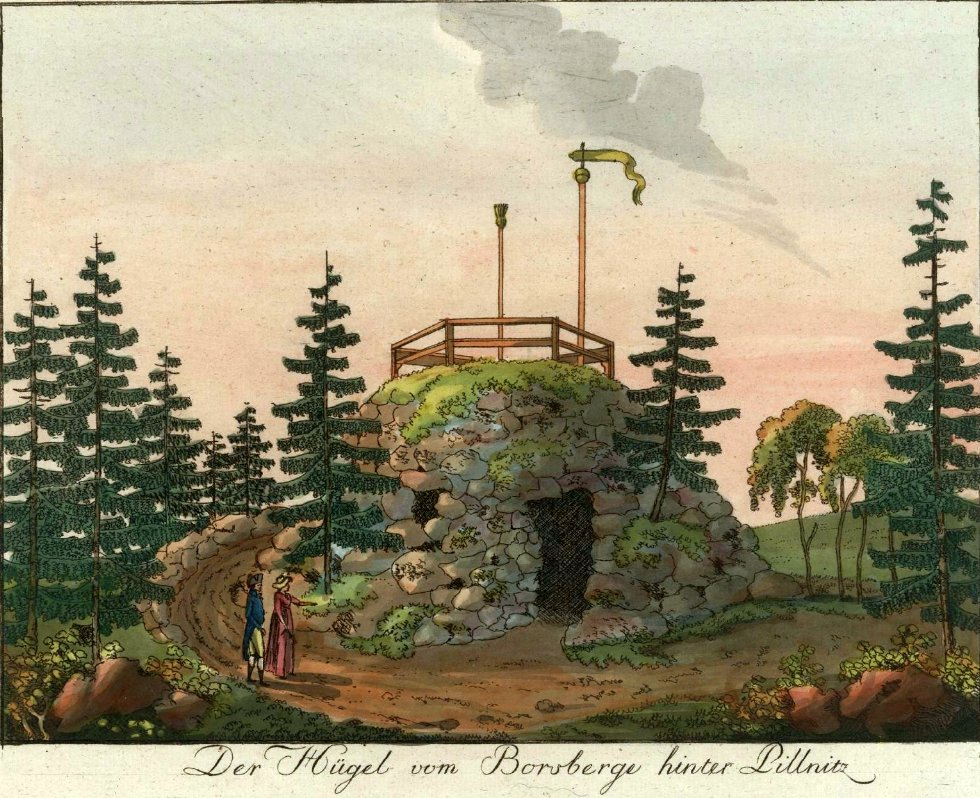
Gipfel des Borsbergs mit der Eremitage um 1800

Kurfürst Friedrich August III. von Sachsen, der spätere König Friedrich August I., ließ um 1780 einen Fußweg durch den Friedrichsgrund über die Meixmühle bis zum Borsberg anlegen. Bis heute blieb auf dem Gipfel eine künstliche Felsengrotte erhalten, die einen oktogonalen Raum beherbergt. Die Grotte wurde 1775 vom Grafen Marcolini für den Kurfürsten als „Eremitage“ angelegt. Sie war zunächst mit Knüppelholzmobiliar, später mit Empiremöbeln und Kamin und Spiegel ausgestattet. Von deren Dach bot sich dem Besucher ein beeindruckender 360°-Blick in die Elblandschaft. Mitte des 19. Jahrhunderts baute man einen hölzernen Aussichtsturm auf der Eremitage, um dem sichtbehindernden Baumwachstum zu begegnen. Der Bau wurde bis 1897 vom sächsischen Hofbauamt unterhalten.
Im Oktober 1865 wurde auf dem Berg ein 5,90 m hoher, steinerner Vermessungspunkt der Mitteleuropäischen Gradmessung errichtet. Als Station 1. Ordnung Nr. 7 diente dieser der Königlich-Sächsischen Triangulation, welche man unter Leitung von Christian August Nagel in den Jahren 1862 bis 1890 durchführte. Der heute noch erhaltene steinerne Obelisk trägt die Aufschrift Station Porsberg der mitteleuropäischen Gradmessung 1865.
Anlässlich des 100. Todestages von Christian August Nagel im Jahre 2003 wurde die Säule denkmalgerecht restauriert und eine Gedenktafel angebracht.
Der hölzerne Aussichtsturm auf der Eremitage wurde 2011 abgerissen. Seitdem ist das gesamte Plateau wegen Einsturzgefahr gesperrt.

## Ansichten

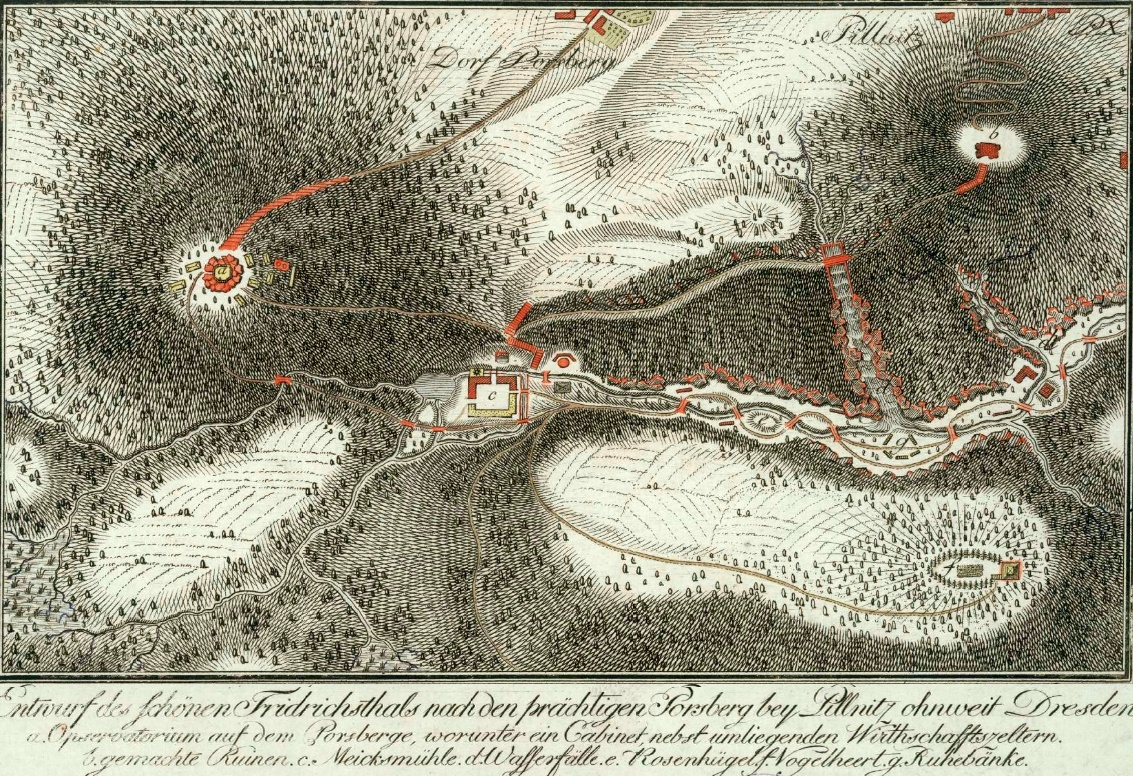
Karte um 1850 mit dem Borsberg
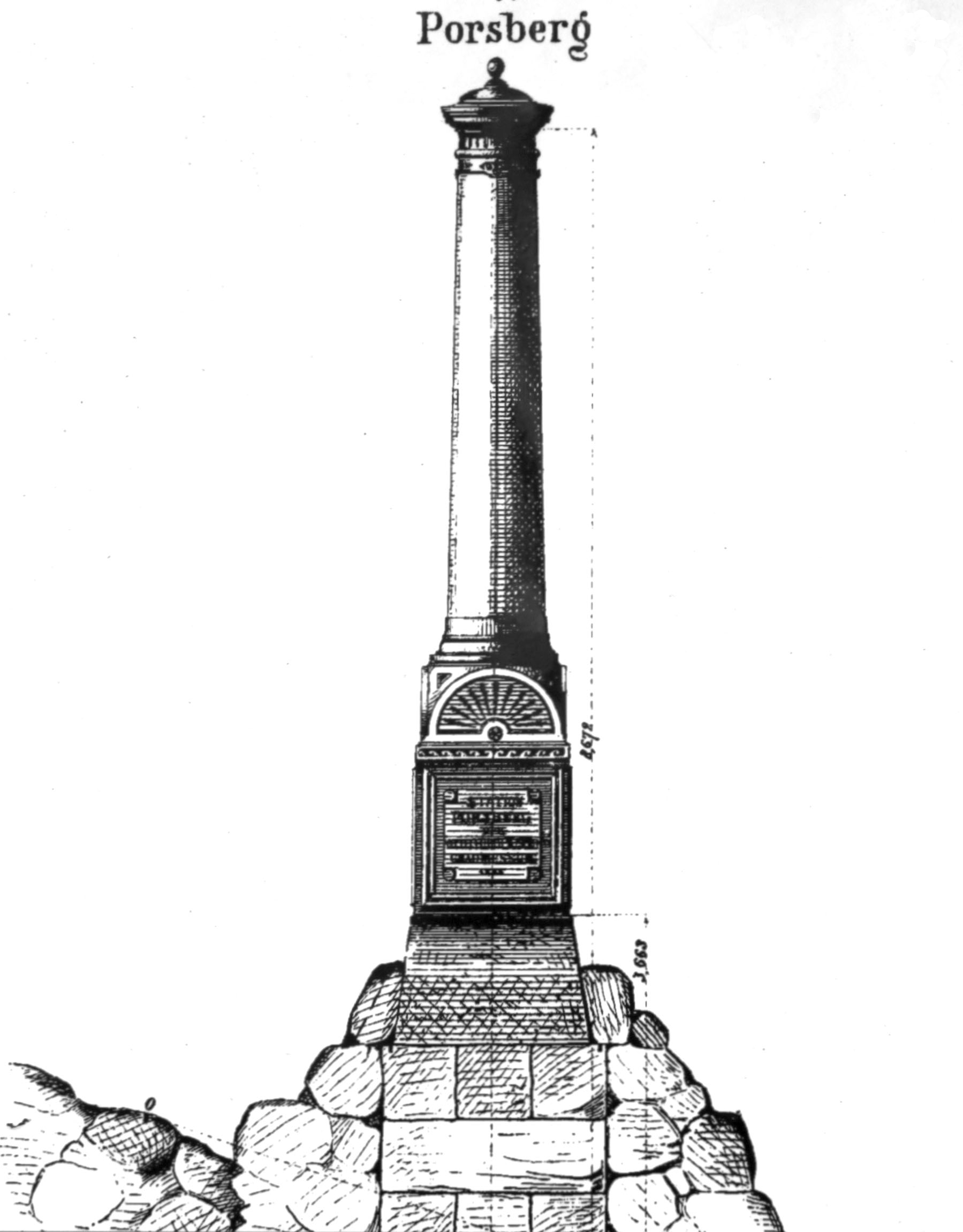
Skizze der Vermessungssäule von 1865
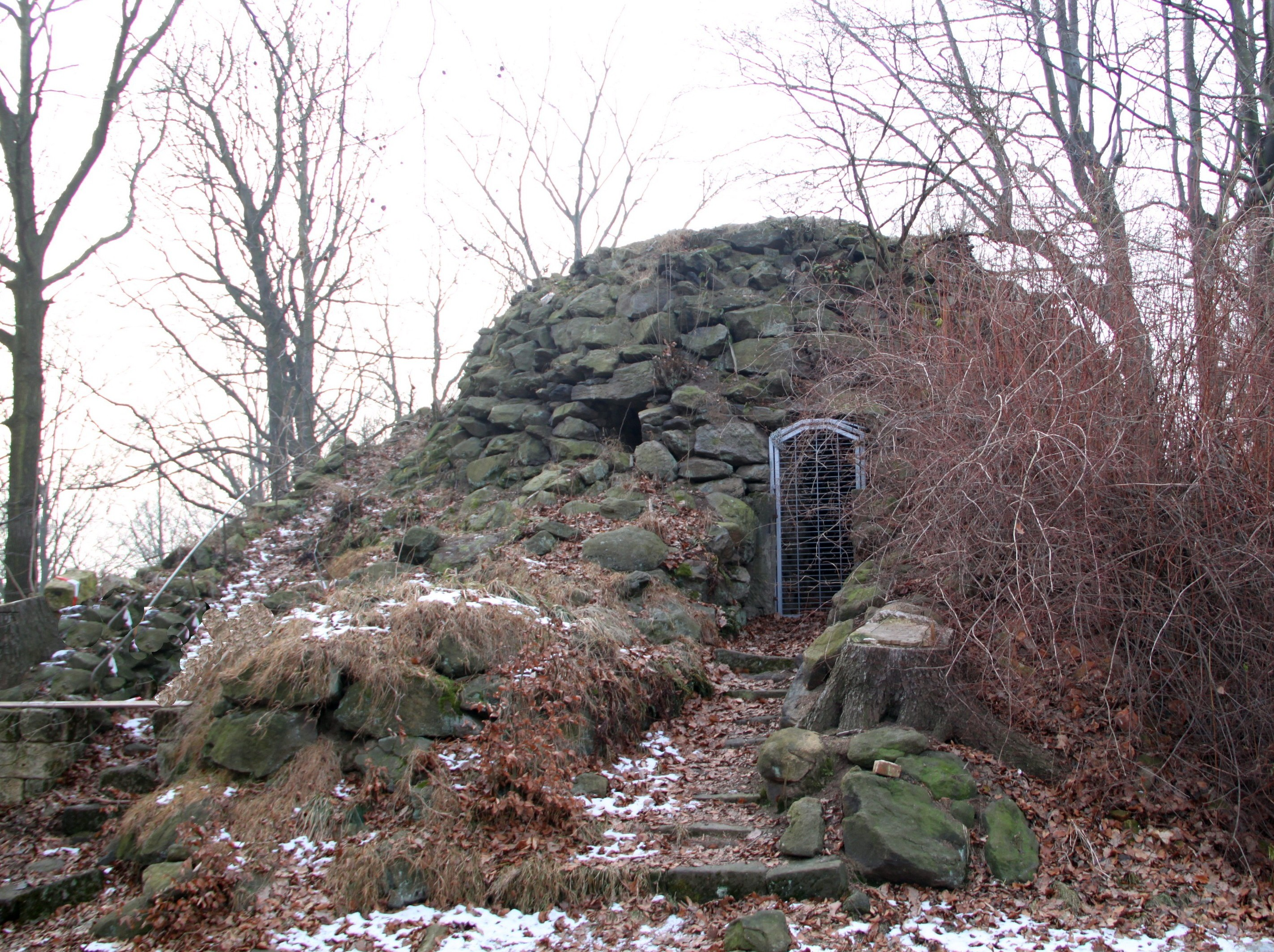
Ruine der Eremitage auf dem Gipfel
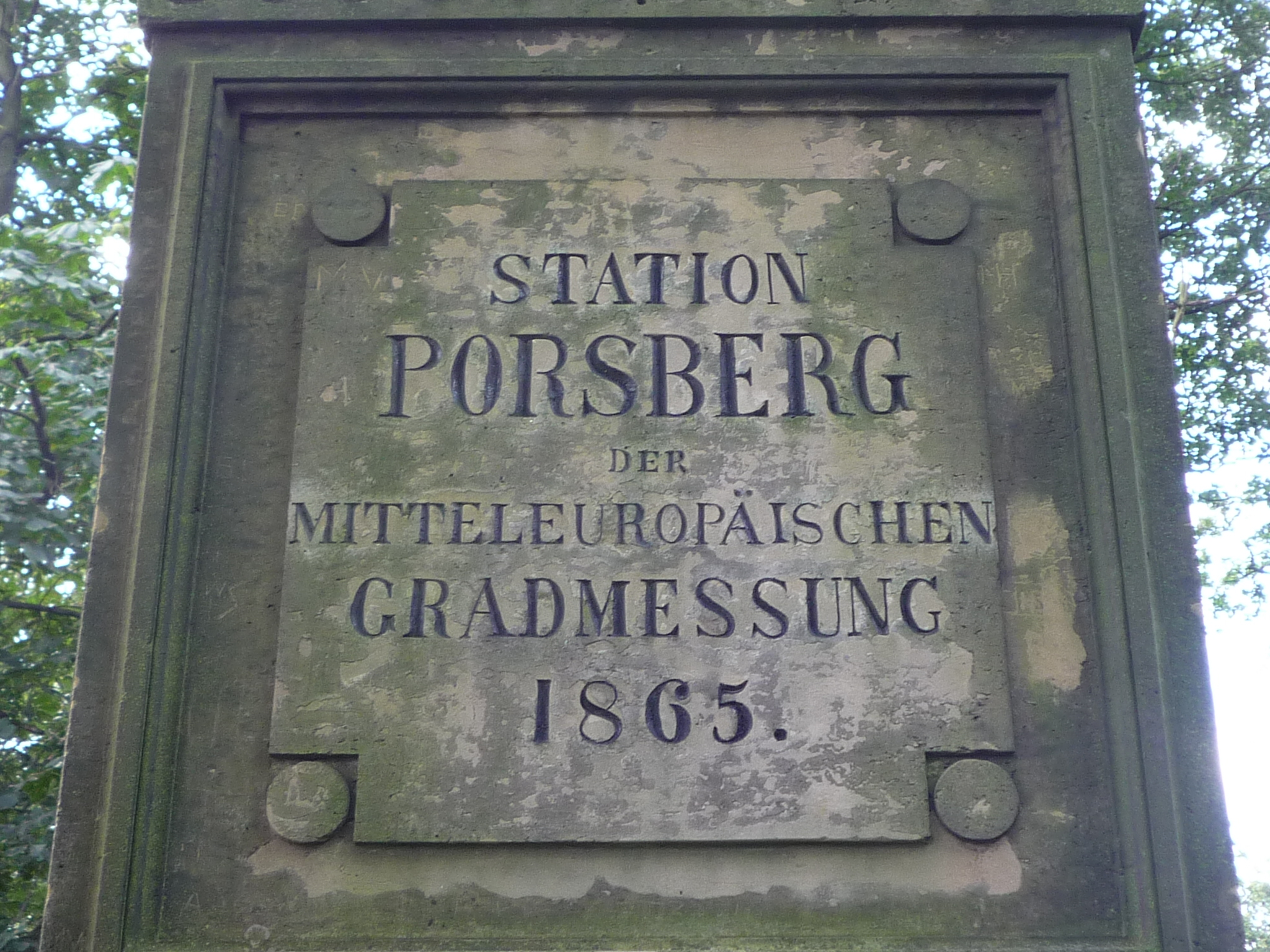
Historische Tafel auf der Vermessungssäule